# Sommeri
Sommeri ist eine politische Gemeinde und eine Ortschaft im Bezirk Arbon des Kantons Thurgau in der Schweiz. Sommeri liegt auf den Ausläufern des Seerückens nördlich von Amriswil. Bis 1966 war Sommeri eine Munizipalgemeinde mit den Ortsgemeinden Niedersommeri und Obersommeri.
Die politische Gemeinde Sommeri entstand 1967 durch die Vereinigung der Ortsgemeinden Niedersommeri und Obersommeri mit der Munizipalgemeinde Sommeri zur Einheitsgemeinde Sommeri. 1803 bis 1807 war die ehemalige Munizipalgemeinde Hefenhofen und 1803 bis 1816 Niederaach Teil der Munizipalgemeinde Sommeri.

## Geschichte

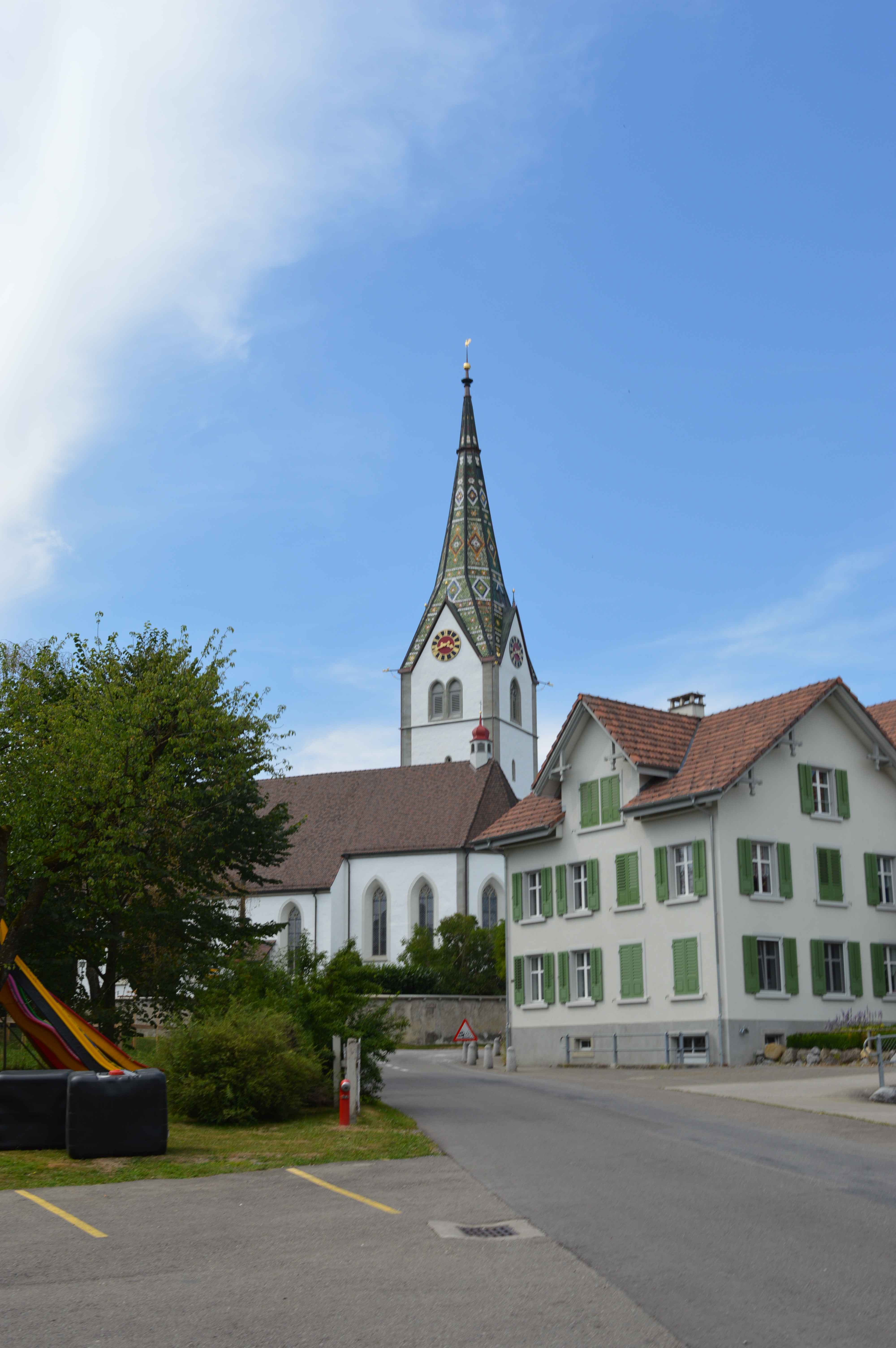
Sommeri mit Kirche

Sommeri wurde im Jahr 905 erstmals als Sumbrinaro erwähnt. Von 1474 bis 1798 bildeten die Vogteien Nieder- und Obersommeri das fürstäbtisch-sanktgallische Malefizgericht Sommeri. 1474 bekam Sommeri eine Offnung.
Die dem heiligen Mauritius geweihte Kirche erhielt ihr heutiges Aussehen in der ersten Hälfte des 15. Jahrhunderts. Nach der Reformation 1528 entstand ab 1534 ein kirchliches Simultanverhältnis.
Vorherrschend waren Ackerbau (Hochäckerlandschaft) und Forstwirtschaft, in der zweiten Hälfte des 19. Jahrhunderts Obstbau, Gras-, Vieh- und Milchwirtschaft. 1852 wurde eine Käserei eröffnet. Im letzten Drittel des 20. Jahrhunderts war Sommeri eine Industriegemeinde mit Stickerei und Polstermöbelfabrikation. Zu Beginn des 21. Jahrhunderts existierten Betriebe in den Branchen Klimatechnik, Präzisionsmechanik und Schulmöbelfabrikation.
→ siehe auch Abschnitt Geschichte im Artikel Obersommeri

→ siehe auch Abschnitt Geschichte im Artikel Niedersommeri

## Wappen

Niedersommeri

Obersommeri

Sommeri

Blasonierung: In Gelb auffliegender schwarzer Falke.
Der schwarze Falke als Sinnbild der Herrschaft weist auf die verschiedenen Herrschaftsinhaber hin, die im Lauf der Zeit in Sommeri das Sagen hatten. Die Farben dagegen verweisen auf die Abtei St. Gallen. Seit 1967 aus den Ortsgemeinden Ober- und Niedersommeri die Einheitsgemeinde Sommeri gebildet worden war, wird als Gemeindewappen das Wappen der ehemaligen Ortsgemeinde Niedersommeri in den Farben des Wappens der Ortsgemeinde Obersommeri geführt.

## Bevölkerung
| Hier fehlt eine Grafik, die leider im Moment aus technischen Gründen nicht angezeigt werden kann. Wir arbeiten daran! |

| Jahr      | 1850 | 1900 | 1950 | 1960 | 1970 | 1980 | 1990 | 1980 | 2000 | 2010 | 2018 |
| Einwohner | 429  | 418  | 564  | 588  | 526  | 469  | 502  | 469  | 531  | 516  | 572  |

Von den insgesamt 572 Einwohnern der Gemeinde Sommeri im Jahr 2018 waren 80 bzw. 14,0 % ausländische Staatsbürger.

## Wirtschaft
Im Jahr 2016 bot Sommeri 298 Personen Arbeit (umgerechnet auf Vollzeitstellen). Davon waren 8,0 % in der Land- und Forstwirtschaft, 24,8 % in Industrie, Gewerbe und Bau sowie 67,2 % im Dienstleistungssektor tätig.

## Sehenswürdigkeiten
Das Dorf Sommeri ist im Inventar der schützenswerten Ortsbilder der Schweiz aufgelistet.

## Persönlichkeiten
- Maria Dutli-Rutishauser (1903–1995), Schriftstellerin